# Playa Cachorros
Der Playa Cachorros (spanisch für (See)Hundestrand) ist ein Strand im Norden der Livingston-Insel im Archipel der Südlichen Shetlandinseln. Auf der Ostseite des Kap Shirreff am nördlichen Ausläufer der Johannes-Paul-II.-Halbinsel liegt er am Südostufer der Bahía Mansa zwischen dem Punta Cachorros im Westen und dem Punta Lobos im Osten.
Wissenschaftler der 45. Chilenischen Antarktisexpedition (1990–1991) benannten ihn.